# جيانفرانكو إسبيغو
جيانفرانكو إسبيغو (بالإسبانية: Gianfranco Espejo)‏ هو لاعب كرة قدم ومدرب كرة قدم بيروفي، ولد في 4 مارس 1988 في ليما في بيرو، وتوفي في 4 يونيو 2011 في تومبيس في بيرو. شارك مع منتخب البيرو تحت 20 سنة لكرة القدم ومنتخب بيرو لكرة القدم. أما مع النوادي، فقد لعب مع خوان أوريتش ونادي سبورتينغ كريستال.

## مسيرته الكروية
لعب جيانفرانكو إسبيغو خلال مسيرته الاحترافية مع ناديين في ستة مواسم وسجل خلالها هدفين أثنين ضمن 87 مباراة. ولم يفز بأي موسم بالكأس أو بالدوري.
خاض جيانفرانكو إسبيغو مسيرته مع نادي سبورتينغ كريستال في موسم 2006 في المرة الأولى واستمر معه طيلة ثلاثة مواسم ثم ما بين عامي 2011 و2012 لمدة موسم واحد، مشاركًا طوالها في 30 مباراة سجل خلالها هدفين. ثم انتقل إلى نادي خوان أوريتش في عامي 2009-2011 ولمدة موسمين، حيث شارك في 57 مباراة ولم يسجل أي هدف.

## وصلات خارجية
- جيانفرانكو إسبيغو على موقع قاعدة بيانات كرة القدم.إي يو (الإنجليزية)
- جيانفرانكو إسبيغو على موقع ناشيونال فوتبول تيمز (الإنجليزية)